# Lydia Hüskens

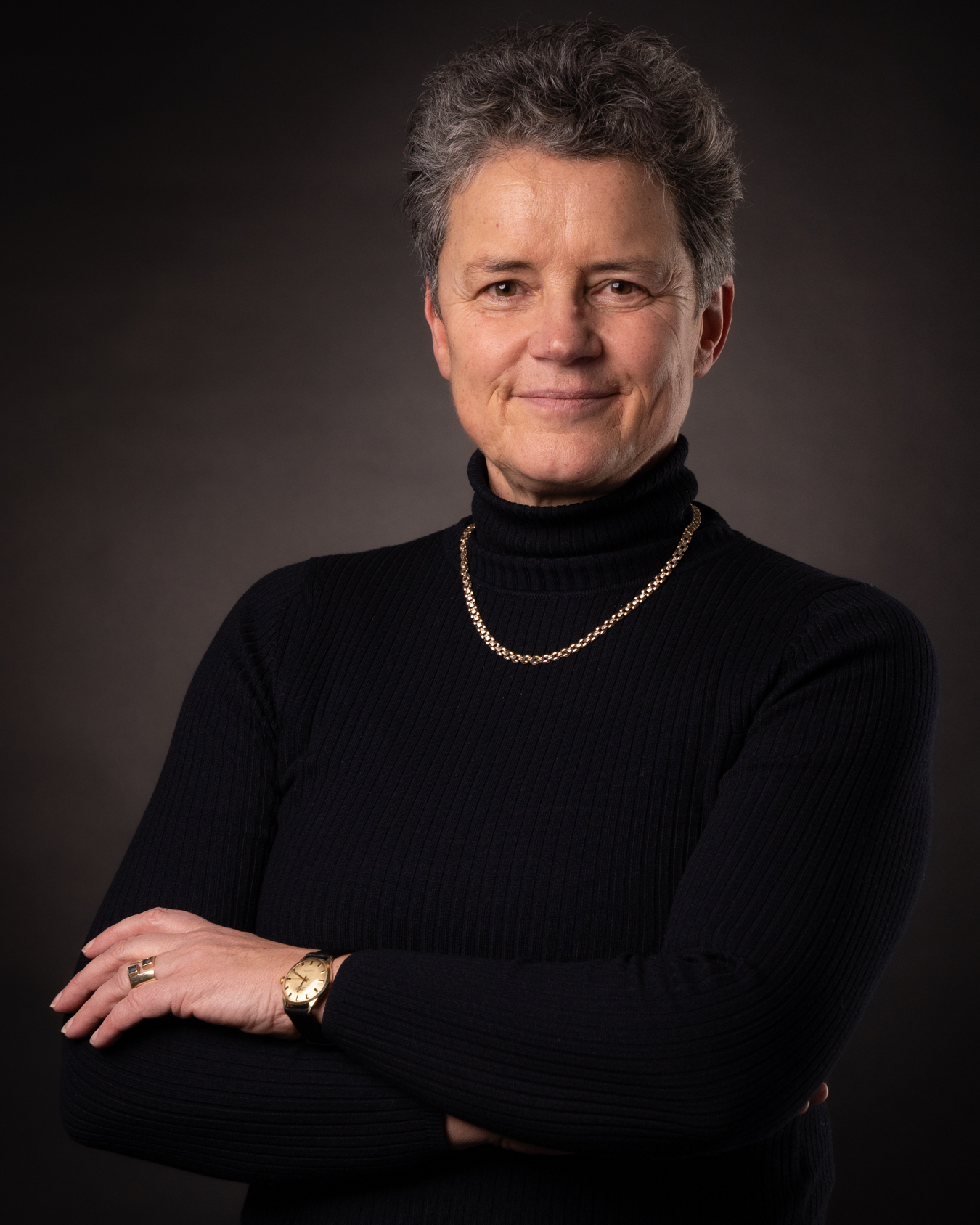
Lydia Hüskens (2022)

Lydia Maria Hüskens (* 26. März 1964 in Geldern) ist eine deutsche Politikerin (FDP). Sie ist seit dem 24. Juli 2021 Vorsitzende der FDP Sachsen-Anhalt und seit dem 16. September 2021 Ministerin für Infrastruktur und Digitales sowie zweite stellvertretende Ministerpräsidentin des Landes Sachsen-Anhalt im Kabinett Haseloff III. Sie ist seit 2021 Abgeordnete im Landtag von Sachsen-Anhalt, dem sie bereits von 2002 bis 2011 angehörte.

## Leben
Nach dem Abitur in Geldern 1983 studierte Hüskens Geschichtswissenschaft, Politikwissenschaft und Publizistik in Münster und wurde dort 1990 mit einer Dissertation zum Thema Vereine und Politik. Politische Vereine exemplarisch untersucht für den Kreis Geldern in den Reichsgründungsjahren und während des Kulturkampfes zum Dr. phil. promoviert. Danach arbeitete sie von 1990 bis 1992 als PR-Beraterin in Mülheim an der Ruhr. Zwischen 1992 und 2002 war Hüskens als Regierungsangestellte im Ministerium für Landwirtschaft und Umwelt des Landes Sachsen-Anhalt tätig. Von 2011 bis 2014 arbeitete sie im Ministerium für Wissenschaft und Wirtschaft des Landes Sachsen-Anhalt, von Januar 2015 bis Juni 2021 war sie Geschäftsführerin des Studentenwerks Halle.
Hüskens ist verheiratet, hat zwei Kinder und wohnt in Magdeburg.

## Parteilaufbahn
Hüskens trat 1989 in die FDP ein. Seit 1994 gehört sie dem Kreisvorstand der FDP Magdeburg an und wurde im März 2009 zur Kreisvorsitzenden gewählt. Daneben ist Hüskens seit 2003 Mitglied des Landesvorstands der FDP Sachsen-Anhalt und wurde im April 2011 zur stellvertretenden Landesvorsitzenden gewählt. Seit September 2020 ist sie Mitglied im Präsidium der Bundespartei der FDP. Sie kandidierte für die Landtagswahl in Sachsen-Anhalt am 6. Juni 2021 im Landtagswahlkreis 10 (Magdeburg-Nord) und war Spitzenkandidatin der FDP-Landesliste. Auf dem Bundesparteitag der FDP 2023 wurde sie als Beisitzerin in das Präsidium der Bundespartei gewählt.
Hüskens ist Autorin des Diskussionspapiers Zukunft Sachsen-Anhalt (2004) und gehörte der Grundsatzkommission der FDP Sachsen-Anhalt an, die im April 2008 ein neues Grundsatzprogramm für den sachsen-anhaltischen Landesverband unter dem Titel Zukunftsland Sachsen-Anhalt vorlegte. Sie wurde 2010 in die Grundsatzkommission des FDP-Bundesverbands berufen, welche die Karlsruher Freiheitsthesen erarbeitete, die auf dem 63. Ordentlichen Bundesparteitag der FDP am 22. April 2012 in Karlsruhe verabschiedet wurden.
Nachdem Frank Sitta als Landesvorsitzender der FDP Sachsen-Anhalt zurückgetreten war, leiteten Marcus Faber und Hüskens seit Ende September 2020 als amtierende Landesvorsitzende den Landesverband. Auf dem Parteitag der FDP-Sachsen-Anhalt im Juli 2021 wurde Hüskens zur alleinigen Landesvorsitzenden gewählt. Im April 2023 wurde sie mit 93 Prozent der Delegiertenstimmen im Amt bestätigt.

## Öffentliche Ämter
Hüskens war von 2002 bis 2011 Mitglied des Landtages von Sachsen-Anhalt. Dort war sie unter anderem Parlamentarische Geschäftsführerin sowie finanz- und sozialpolitische Sprecherin der FDP-Fraktion. Seit den Kommunalwahlen 2019 bis zum September 2021 war sie Stadträtin der Landeshauptstadt Magdeburg und seit Oktober 2020 Fraktionsvorsitzende der Fraktion FDP/Tierschutzpartei im Stadtrat. Sie arbeitete im Verwaltungsausschuss der Stadt und im Ausschuss für Kommunales, Rechts- und Bürgerangelegenheiten. Bei der Landtagswahl in Sachsen-Anhalt 2021 erhielt sie erneut ein Mandat. Ab Beginn der Legislaturperiode bis zu ihrer Ernennung zur Ministerin war sie kurzzeitig Vorsitzende der FDP-Fraktion im Landtag.
Im Kabinett Haseloff III ist sie seit dem 16. September 2021 Ministerin für Infrastruktur und Digitales.

## Schriften
- Vereine und Politik. Politische Vereine exemplarisch untersucht für den Kreis Geldern in den Reichsgründungsjahren und während des Kulturkampfes. Diss. phil, Münster 1990, DNB 901543683.
- Zukunft Sachsen-Anhalt. Ein Diskussionspapier. FDP-Fraktion im Landtag von Sachsen-Anhalt, Magdeburg 2004 (PDF; 706 kB (Memento vom 22. Februar 2014 im Internet Archive)).